# 長宗我部能俊
長宗我部 能俊（ちょうそかべ よしとし、生没年不詳）は、平安時代末期から鎌倉時代初期の武士。

## 生涯
長宗我部氏の始祖。初めは秦能俊と名乗った。秦氏の後裔。秦明友の子だと言われているが定かではない。
信濃秦氏の一族として信濃を根拠にしていたが、土佐国長岡郡宗部郷（宗我部郷）の地頭となったため、長宗我部氏を称するようになった。
子に長宗我部俊宗がいる。